# Парламентские выборы в Великобритании (1924)
Парламентские выборы в Великобритании 1924 года состоялись в среду 29 октября и стали тридцать третьими парламентскими выборами в истории Великобритании и четвёртыми после Четвёртой парламентской реформы 1918 года. Выборы были назначены после того, как первый кабинет Макдональда получил вотум недоверия в палате общин и стали третьими всеобщими выборами менее, чем за два года. Парламент был распущен 9 октября.
Консервативная партия Великобритании во главе со Стэнли Болдуином выступила лучше, чем на выборах 1923 года, и получила парламентское большинство, завоевав более 2/3 мест в Палате общин. Лейбористы, возглавляемые Рамси Макдональдом, потеряли 40 мест. Либеральная партия во главе с Гербертом Асквитом потеряла 118 из 158 своих мест в парламенте, что означало окончательное разделение британской политической сцены на консерваторов и лейбористов и уход либералов на второстепенную роль в политике.
Убедительная победа консерваторов и поражение лейбористов отчасти объясняются поддельным письмом Зиновьева, опубликованным в Daily Mail за четыре дня до выборов. При этом число голосов, отданных за лейбористов, увеличилось примерно на один миллион по сравнению с выборами 1923 года, однако это произошло в основном из-за того, что партия выдвинула на 87 кандидатов больше, чем на предыдущих выборах.

## Политическая ситуация
На предыдущих всеобщих выборах Лейбористская партия стала второй, однако смогла, при поддержке либералов, сформировать первое лейбористское правительство в истории, так как потеря консерваторами абсолютного большинства привела к ситуации подвешенного парламента. Тем не менее, отношения между лейбористами и либералами оставались натянутыми, и когда Джон Саймон, депутат от либералов, инициировал в октябре 1924 года вотум недоверия правительству Макдональда, большинство его поддержало. Асквит делал ставку на то, что ни Макдональд, ни Болдуин не захотят проводить третьи выборы за два года, и один из них будет вынужден вступить в коалицию с либералами. Однако Макдональд объявил о новых выборах, понимая, что они приведут к сокрушительной победе консерваторов, но надеясь, что она будет одержана в первую очередь за счёт либералов. Его расчёт оказался верным. Поскольку финансирование Либеральной партии всё ещё зависело от бывшего премьер-министра Дэвида Ллойда Джорджа, либералы с самого начала кампании оказались в затруднительном финансовом положении, в то время как лейбористы смогли расширить масштабы своей кампании благодаря растущей поддержке со стороны профсоюзов.
Считается, что формирование лейбористского правительства в январе 1924 года и фальшивое письмо Зиновьева привели к нарастанию антисоциалистических страхов среди многих либеральных избирателей, которые в итоге проголосовали за консерваторов. Среди других факторов, объясняющих провал Либеральной партии — финансовые трудности, которые позволили ей выдвинуть только 339 кандидатов, отсутствие чёткой экономической политики после того, как Консервативная партия отказалась от поддержки протекционистских тарифов, и плохое руководство Асквита, который не сумел избраться, потеряв своё место в парламенте во второй раз за шесть лет. Эти выборы стали последними для Асквита, который после получения пэрства в 1925 году управлял Либеральной партией из Палаты лордов, а лидером либералов в Палате общин стал Ллойд Джордж. Из-за ухудшающегося здоровья Асквит в 1926 году ушёл с поста лидера партии, который после его отставки оставался вакантным до принятия устава партии 1969 года.
На четвёртом месте оказалась не партия, а группа бывших национал-либералов, назвавших себя «конституционалистами», во главе которых стоял Уинстон Черчилль. Они выступали за сотрудничество между консерваторами и либералами и планировали официально объединиться в партию, но выборы были назначены до того, как они успели это сделать. Трое из семи избранных конституционалистов, включая Черчилля, выступали в своих избирательных округах против либеральных кандидатов и после избрания сидели вместе с консерваторами. Остальные четверо сидели с либералами.
Обновлённая Шинн Фейн выставила своих кандидатов в британский парламент впервые с марта 1919 года. Ни один из них не приблизился к победе, при этом шесть из восьми кандидатов потеряли свои залоги. В следующий раз Шинн Фейн участвовала в выборах в британских парламент только в 1950 году.
Выборы 1924 года стали первыми в истории Великобритании, во время которых партийная агитация велась по радио.

## Результаты
|        |                                   |                                   |                                   |            |        |         |       |       |
| Партия | Партия                            | Лидер                             | Кандидаты                         | Голоса     | Голоса | Голоса  | Места | Места |
| Партия | Партия                            | Лидер                             | Кандидаты                         | Голоса     | %      | ± п. п. | Места | ±     |
|        | Консерваторы                      | Стэнли Болдуин                    | 534                               | 7 418 983  | 46,79  | ▲ 8,78  | 412   | ▲ 154 |
|        | Лейбористы                        | Рамси Макдональд                  | 514                               | 5 281 626  | 33,31  | ▲ 2,63  | 151   | ▼ 40  |
|        | Либералы                          | Г. Г. Асквит                      | 339                               | 2 818 717  | 17,78  | ▼ 11,91 | 40    | ▼ 118 |
|        | Конституционалист                 | Уинстон Черчилль                  | 12                                | 185 075    | 1,17   | новая   | 7     | ▲ 7   |
|        | Коммунисты                        | Альберт Инкпин                    | 8                                 | 51 176     | 0,32   | ▲ 0,07  | 1     | ▲ 1   |
|        | Шотландские прогибиционисты       | Эдвин Скримджер                   | 1                                 | 14 596     | 0,09   | ▬       | 1     | ▬     |
|        | Ирландские националисты           | Т. П. О’Коннор                    | 1                                 | 0          | —      | н/д     | 1     | ▬     |
|        | Шинн Фейн                         | Имон де Валера                    | 8                                 | 34 181     | 0,22   | новая   | 0     | ▬     |
|        | Североирландские лейбористы       | Сэм Кайл                          | 1                                 | 21 122     | 0,13   | ▼ 0,03  | 0     | ▬     |
|        | Независимые либералы              | Дж. Р. М. Батлер                  | 1                                 | 3 241      | 0,02   | ▲ 0,10  | 0     | ▼ 1   |
|        | Независимые лейбористы            |                                   | 1                                 | 1 775      | 0,01   | ▼ 0,12  | 0     | ▬     |
|        | Независимые юнионисты             | Уильям Галт                       | 1                                 | 517        | < 0,01 | новая   | 0     | ▬     |
|        | Независимые                       |                                   | 7                                 | 25 206     | 0,16   | ▼ 0,11  | 2     | ▬     |
|        | Всего                             | Всего                             | 1428                              | 15 856 215 | 100    | ▬       | 615   | ▬     |
|        | Избирателей зарегистрировано/Явка | Избирателей зарегистрировано/Явка | Избирателей зарегистрировано/Явка | 21 730 988 | 76,77  | ▲ 5,88  |       |       |

Голоса (%)
| Голоса избирателей | Голоса избирателей | Голоса избирателей | Голоса избирателей | Голоса избирателей |
| ------------------ | ------------------ | ------------------ | ------------------ | ------------------ |
| Консерваторы       |                    |                    | 46.79 %            |                    |
| Лейбористы         |                    |                    | 33.31 %            |                    |
| Либералы           |                    |                    | 17.78 %            |                    |
| Другие             |                    |                    | 2.12 %             |                    |

Места
| Места в парламенте (%) | Места в парламенте (%) | Места в парламенте (%) | Места в парламенте (%) | Места в парламенте (%) |
| ---------------------- | ---------------------- | ---------------------- | ---------------------- | ---------------------- |
| Консерваторы           |                        |                        | 66.99 %                |                        |
| Лейбористы             |                        |                        | 24.55 %                |                        |
| Либералы               |                        |                        | 6.50 %                 |                        |
| Другие                 |                        |                        | 1.96 %                 |                        |

### Результаты выборов в Шотландии

Результат выборов 1924 года в Шотландии
Юнионистская партия (Шотландия) — 38 мест
Лейбористы — 26 мест
Либералы — 9 мест
Шотландская прогибиционистская партия — 1 место

В Палате общин Великобритании Шотландию представляли в общей сложности 74 депутата. Из них 71 избирался в территориальных округах, включавших 32 избирательных округа бургов и 38 избирательных округов графств. В территориальных округах использовалась система относительного большинства с одним победителем. Также был многомандатный университетский избирательный округ Объединённые шотландские университеты, в котором избирали 3 членов парламента с использованием системы единого передаваемого голоса. Поскольку избиратели в университетском округе голосовали по другой системе, и в дополнение к их территориальному голосованию, результаты составляются отдельно.
Главным неудачниками выборов в оказались либералы, которые потеряли треть избирателей, на этот раз выбравших или Лейбористскую партию, или Юнионистскую, и более половины своих мест, заняв лишь третье место. Лейбористы немного (0,4 процентных пункта) опередили юнионистов по количеству поданных голосов, однако юнионистам удалось получить на 12 мест больше, чем лейбористы. Единственной малой партией, представленной в парламенте от Шотландии, стала Шотландская партия сухого закона (прогибиционисты), которая сохранила своё единственное место в Данди. Как и на прерыдущих выборах, в объединённом университетском округе в борьбе за 3 места в Палате общин преуспели юнионисты (2 места) и либералы (1 место), опередившие единственного соперника-лейбориста.
| Партия | Партия                                 | Лидер            | Голоса    | Голоса | Голоса  | Места | Места |
| Партия | Партия                                 | Лидер            | Голоса    | %      | +/-     | Места | +/-   |
| ------ | -------------------------------------- | ---------------- | --------- | ------ | ------- | ----- | ----- |
|        | Юнионистская партия                    | Стэнли Болдуин   | 688 299   | 40,08  | ▲ 8,87  | 36    | ▲ 22  |
|        | Лейбористская партия                   | Рамси Макдональд | 697 146   | 40,60  | ▲ 5,13  | 26    | ▼ 8   |
|        | Либеральная партия                     | Г. Г. Асквит     | 286 540   | 16,69  | ▼ 11,49 | 8     | ▼ 14  |
|        | Шотландская партия сухого закона       | Эдвин Скримджер  | 14 596    | 0,85   | ▼ 0,01  | 1     | ▬     |
|        | Коммунистическая партия Великобритании | Альберт Инкпин   | 15 930    | 0,93   | ▼ 1,70  | 0     | ▬     |
|        | Другие                                 |                  | 14 597    | 0,85   | ▼ 0,82  | 0     | ▬     |
| Всего  | Всего                                  | Всего            | 1 501 327 | 100    |         | 71    | ▬     |

| Народное голосование (%) | Народное голосование (%) | Народное голосование (%) | Народное голосование (%) | Народное голосование (%) |
| ------------------------ | ------------------------ | ------------------------ | ------------------------ | ------------------------ |
| Лейбористы               |                          |                          | 40.60 %                  |                          |
| Юнионисты                |                          |                          | 40.07 %                  |                          |
| Либералы                 |                          |                          | 16.69 %                  |                          |
| Другие                   |                          |                          | 2.64 %                   |                          |

| Места в Палате общин от Шотландии (%) | Места в Палате общин от Шотландии (%) | Места в Палате общин от Шотландии (%) | Места в Палате общин от Шотландии (%) | Места в Палате общин от Шотландии (%) |
| ------------------------------------- | ------------------------------------- | ------------------------------------- | ------------------------------------- | ------------------------------------- |
| Юнионисты                             |                                       |                                       | 51.35 %                               |                                       |
| Лейбористы                            |                                       |                                       | 35.14 %                               |                                       |
| Либералы                              |                                       |                                       | 12.16 %                               |                                       |
| Прогибиционисты                       |                                       |                                       | 1.35 %                                |                                       |

### Результаты выборов в Северной Ирландии
Выборы в британскую Палату общин 1924 года в Северной Ирландии прошли в десяти избирательных округах, семи одномандатных с избранием по системе системе относительного большинства с одним победителем и трёх двухмандатных по системе множественного блочного голосования. В выборах 1924 года Националистическая партия Джозефа Девлина, в отличие от предыдущих, не участвовала. Ирландских националистов представляла партия Шинн Фейн, но ей не удалось получить ни одного места, а два места, которые ранее занимала Националистическая партия, достались Ольстерским юнионистам, так что все депутаты от Северной Ирландии были из одной партии. Три депутата от ольстерских юнионистов были избраны безальтернативно.
| Партия | Партия                      | Лидер          | Кандидаты | Голоса  | Голоса | Голоса  | Места | Места |
| Партия | Партия                      | Лидер          | Кандидаты | Голоса  | %      | +/-     | Места | +/-   |
| ------ | --------------------------- | -------------- | --------- | ------- | ------ | ------- | ----- | ----- |
|        | Ольстерские юнионисты       | Джеймс Крейг   | 13        | 286 895 | 80,73  | ▲ 31,78 | 11    | ▬     |
|        | Шинн Фейн                   | Имон де Валера | 8         | 33 981  | 9,56   | новая   | 0     | ▬     |
|        | Североирландские лейбористы | Сэм Кайл       | 1         | 21 122  | 5,94   | новая   | 0     | ▬     |
|        | Независимые юнионисты       |                | 1         | 517     | 0,15   | ▼ 9,29  | 0     | ▬     |
| Всего  | Всего                       | Всего          | 24        | 355 374 | 100    |         | 13    | ▬     |

| Народное голосование (%) | Народное голосование (%) | Народное голосование (%) | Народное голосование (%) | Народное голосование (%) |
| ------------------------ | ------------------------ | ------------------------ | ------------------------ | ------------------------ |
| Ольстерские юнионисты    |                          |                          | 80.73 %                  |                          |
| Шинн Фейн                |                          |                          | 9.56 %                   |                          |
| Североирл. лейбористы    |                          |                          | 5.94 %                   |                          |
| Независимые юнионисты    |                          |                          | 0.15 %                   |                          |

| Места в Палате общин от Северной Ирландии (%) | Места в Палате общин от Северной Ирландии (%) | Места в Палате общин от Северной Ирландии (%) | Места в Палате общин от Северной Ирландии (%) | Места в Палате общин от Северной Ирландии (%) |
| --------------------------------------------- | --------------------------------------------- | --------------------------------------------- | --------------------------------------------- | --------------------------------------------- |
| Ольстерские юнионисты                         |                                               |                                               | 100.00 %                                      |                                               |

## После выборов
В новый кабинет Болдуина вошли многие бывшие соратники Ллойд Джорджа: коалиционные консерваторы Остин Чемберлен (министр иностранных дел), лорд Биркенхед (министр по делам Индии) и Артур Бальфур (лорд-президент после 1925 года), а также бывший либерал Уинстон Черчилль в качестве канцлера казначейства.
Определяющей чертой второго срока Болдуина стала Всеобщая стачка 1926 года. Правительство Болдуина смогло дать эффективный ответ на забастовку, используя полномочия, предоставленные Актом о чрезвычайных полномочиях 1920 года. В результате, стачка продлилась всего 9 дней и закончилась 12 мая, после того как суд объявил её незаконной. По инициативе Болдуина в 1926 году началось создание национальной электросети, которая привела к 1935 году к появлению первой в мире интегрированной национальной энергосистемы и способствовала быстрой электрофикации Великобритании. Кабинет Болдуина добился в 1925 году принятия Акта о пенсионном обеспечении вдов, сирот и пожилых людей 1925 года. Это преобразило торизм, отойдя от его исторической опоры на общественные (особенно религиозные) благотворительные организации и направив его к созданию государства всеобщего благосостояния, которое гарантировало бы минимальный уровень жизни для тех, кто не может работать.

### Комментарии
1. 1 2 3  Приведённые здесь данные о количестве мест либералов включают спикера Палаты общин.
2. ↑  Избран без голосования как единственный кандидат.
3. ↑  Преемник Лейбористской партии Белфаста.
4. ↑  Явка избирателей с учётом только округов, в которых проводилось голосование (20 654 552 избирателей). Безальтернативные выборы состоялись в 32 округах, в которых проживало 1 661 694 избирателя и в которых были избраны 35 консерватора, 11 либералов, 3 лейбориста и 1 депутат от ирландских националистов. См. UK Election Results и Election Statistics: UK 1918-2007.
5. ↑  Один из бургов, Данди, в парламенте представляли два депутата.
6. 1 2  Результаты только территориальных округов.
7. ↑  Объединены результаты территориальных и университетского округов.
8. ↑  Голоса в избирательных округах, использующих систему блочного голосования, учитываются как 0,5, поскольку каждый избиратель в этом округе имел один голос на одно место.